# Lotte Mart Women's Open
Het Lotte Mart Women's Open (Koreaans: 롯데마트 여자오픈) is een jaarlijks golftoernooi voor vrouwen in Zuid-Korea, dat deel uitmaakt van de LPGA of Korea Tour. Het werd opgericht in 2008 en vindt sindsdien telkens plaats op de Lotte Skyhill Jeju Country Club in Jeju.
Sinds 2011 wordt het toernooi gespeeld in strokeplay-formule van vier ronden (72-holes). Van 2008 tot 2010 was het een 54-holes toernooi.

## Winnaressen
| Jaar | Winnares      | Score | Score | Info                    |
| ---- | ------------- | ----- | ----- | ----------------------- |
| 2008 | Choi He-yong  | 203   | –13   | 54-holes event          |
| 2009 | Seo Hee-kyung | 210   | –6    |                         |
| 2010 | Kim Bo-bae    | 208   | –8    |                         |
| 2011 | Sim Hyun-hwa  | 276   | –12   | Uitgebreid tot 72-holes |
| 2012 | Kim Hyo-joo   | 272   | –16   |                         |
| 2013 | Kim Sei-young | 287   | –1    |                         |
| 2014 | Lee Min-young | 272   | –16   |                         |

 Lotte Mart Women's Open ·
 Nexen Saint Nine Masters ·
 Edaily Ladies Open ·
 Woori Ladies Championship ·
 Doosan Match Play Championship ·
 E1 Charity Open ·
 Lotte Cantata Women's Open ·
 S-OIL Champions Invitational ·
 Korea Women's Open ·
 Kumho Tire Women's Open ·
 Jeju Samdasoo Masters ·
 Hanwha Finance Classic ·
 KyoChon Honey Ladies Open ·
 Nefs Masterpiece ·
 MBN Women's Open ·
 Charity High1 Resort Open ·
 YTN-Volvik Women's Open ·
 KLPGA Championship ·
 Daewoo Classic ·
 Pak Se-ri Invitational ·
 Hite Championship ·
 LPGA KEB-HanaBank Championship ·
 KB Star Championship ·
 Seoul Ladies Classic ·
 ADT CAPS Championship ·
 Chosun Ilbo Championship ·
 China Women's Open